# Park Narodowy Nowej Anglii
Park Narodowy Nowej Anglii (New England National Park) – park narodowy położony w paśmie górskim New England Range, w stanie Nowa Południowa Walia w Australii, około 560 km na północ od Sydney i 85 km na wschód od Armidale.
Park jest częścią rezerwatu Gondwana Rainforests of Australia, wpisanego na listę światowego dziedzictwa UNESCO.